# 亞洲犬隻保護聯盟
亞洲犬隻保護聯盟（英語：Asia Canine Pro tection Alliance，縮寫：ACPA）是一個成立於2013年的動保組織，由亞洲動物基金、改變動物基金會、國際人道協會和普吉島流浪狗基金會共同創設及組成。該組織的主要目標在於阻止東南亞地區的狗肉貿易。
2015年4月，亞洲犬隻保護聯盟在越南發起「小黃，回家吧」運動，目標是收集一百萬人的聯署後要求越南政府製定動物福利法規，該項活動獲得了秋明、阮垂枝、Suboi、阮查理等越南藝人的支持。直至5月已收集到43萬人聯署。

## 外部連結
- 官方网站（英文）